# Sag ihr, ich laß sie grüßen
"Sag ihr, ich laß sie grüßen" (tradução portuguesa: "Diz - lhe que lhe envio os meus afetos") foi a canção que representou a Áustria no Festival Eurovisão da Canção 1965 que teve lugar em Nápoles, Itália em 20 de março desse ano.
A referida canção foi interpretada em alemão por Udo Jürgens. Foi a sexta canção a ser interpretada na noite do festival, a seguir à canção alemã "Paradies, wo bist du?", interpretada por Ulla Wiesner e antes da canção norueguesa "Karusell", cantada por Kirsti Sparboe. No final, terminou em quarto lugar (entre 18 canções), tendo recebido um total de 16 pontos. No ano seguinte, a Áustria far-se-ia representar novamente com Udo Jürgens que venceria com o tema Merci, Chérie.

## Autores
- Letrista:Udo Jürgens
Frank Bohlen
- Compositor:: Udo Jürgens
- Orquestrador: Gianni Ferrio

## Letra
A canção é de estilo chanson com Jürgens pedindo a um amigo para que este fale com uma sua antiga amante. Ele explica que que a sua antiga amante deve saber que lhe envia afetos. Termina, contudo com a instrução que "apesar de tudo, diz-lhe que eu a amo".

## Versões
Jürgens gravou outras versões desta canção:
- "Dale recuerdos míos" (Castelhano)
- "Ora che io ti amo" (Italiano)
- Nova versão (1972) (Alemão)
- Nova versão (1996) (Alemão) [3:42]
- Parte de novo medley (1997) [14:47]